# Animal (Def Leppard)
Animal is een nummer van de Britse hardrockband Def Leppard uit 1987. Het is de eerste single van hun vierde studioalbum Hysteria.
Volgens de bandleden van Def Leppard en de producers is "Animal" het moeilijkste nummer dat ze ooit hebben opgenomen. Het kost de band ruim drie jaar om het nummer af te krijgen. Het nummer werd een hit in een aantal westerse landen. In het Verenigd Koninkrijk haalde het de 6e positie, en in de Nederlandse Top 40 de 17e.